# Maast-et-Violaine
Maast-et-Violaine è un comune francese di 167 abitanti situato nel dipartimento dell'Aisne della regione dell'Alta Francia.

## Società

### Evoluzione demografica
Abitanti censiti